# Tetrametilsuccinonitrilo
El tetrametilsuccinonitrilo, conocido también por sus siglas TMSN o por su nomenclatura IUPAC 2,2,3,3-tetrametilbutanodinitrilo, es un compuesto orgánico de fórmula molecular C8H12N2. Es un dinitrilo que puede considerarse derivado del succinonitrilo (butanodinitrilo) con dos grupos metilo unidos a cada uno de los dos carbonos no terminales.

## Propiedades físicas y químicas
A temperatura ambiente, el tetrametilsuccinonitrilo es un sólido incoloro y prácticamente inodoro, a veces referido formando cristales blancos.
A 170 °C, sin pasar por fase líquida, sublima.
Posee una densidad ρ = 1,070 g/cm³, siendo insoluble en agua pero soluble en etanol.
El valor del logaritmo de su coeficiente de reparto, logP = 1,11, denota una solubilidad mayor en disolventes apolares como el 1-octanol que en agua.
En estado gaseoso su densidad es 4,7 veces mayor que la del aire.
En cuanto a su reactividad, este dinitrilo es incompatible con ácidos y, en contacto con ácidos oxidantes fuertes, puede dar lugar a reacciones extremadamente violentas.
Los nitrilos son generalmente incompatibles con otros agentes oxidantes tales como epóxidos y peróxidos, estos últimos convirtiendo los nitrilos en amidas. Por su parte, la combinación con bases puede producir cianuro de hidrógeno. También pueden reaccionar vigorosamente con agentes reductores.

## Síntesis y usos
El tetrametilsuccinonitrilo puede ser sintetizado por hidrodimerización de metacrilonitrilo en una atmósfera de hidrógeno (H2) con vapor de mercurio y luz de 254 nm; el rendimiento de este proceso es del 94%.
También la dimerización de 2-metilpropanonitrilo permite obtener tetrametilsuccinonitrilo; en este caso, el hiponitrito de di-tert-butilo actúa como fuente de radicales alcoxi para la dimerización.
Este dinitrilo es un subproducto derivado del uso de algunos iniciadores de radicales empleados en la fabricación de polímeros.
Así, puede provenir del azobisisobutironitrilo (AIBN), iniciador de radicales habitual en la fabricación de cloruro de polivinilo (PVC):
(NC(CH3)2CN)2  →  (C(CH3)2CN)2  +  N2
El tetrametilsuccinonitrilo ha sido empleado para sintetizar nuevos compuestos derivados de clorinas tales como tetraazaclorinas, tetraazabacterioclorinas y tetraazaisobacterioclorinas.
Asimismo, se ha propuesto el uso de este nitrilo como aditivo para baterías de litio, utilizadas como fuentes de alimentación en dispositivos electrónicos tales como videocámaras, teléfonos móviles u ordenadores portátiles.

## Precauciones
El tetrametilsuccinonitrilo es un compuesto combustible a altas temperaturas, siendo su punto de inflamabilidad 116 °C.
Al arder desprende óxidos de carbono y de nitrógeno, también puede emitir cianuro de hidrógeno, gas extremadamente nocivo.
Es un producto tóxico si es ingerido o inhalado. Su contacto provoca irritación en ojos y piel, mientras que su inhalación irrita los pulmones y el sistema respiratorio. Los síntomas tras una exposición prolongada incluyen convulsiones, mareos, dolor de cabeza, náuseas, vómitos e incluso inconsciencia, pues afecta el sistema nervioso central. El límite para la exposición dérmica a esta sustancia ha sido establecido en 3 mg/m³ durante un promedio ponderado de ocho horas.
Dado que el PVC —véase más arriba— es profusamente utilizado en envoltorios de alimentos y puede contener tetrametilsuccinonitrilo, los aspectos relacionados con la seguridad de este dinitrilo han suscitado un gran interés.